# 라디오 방송

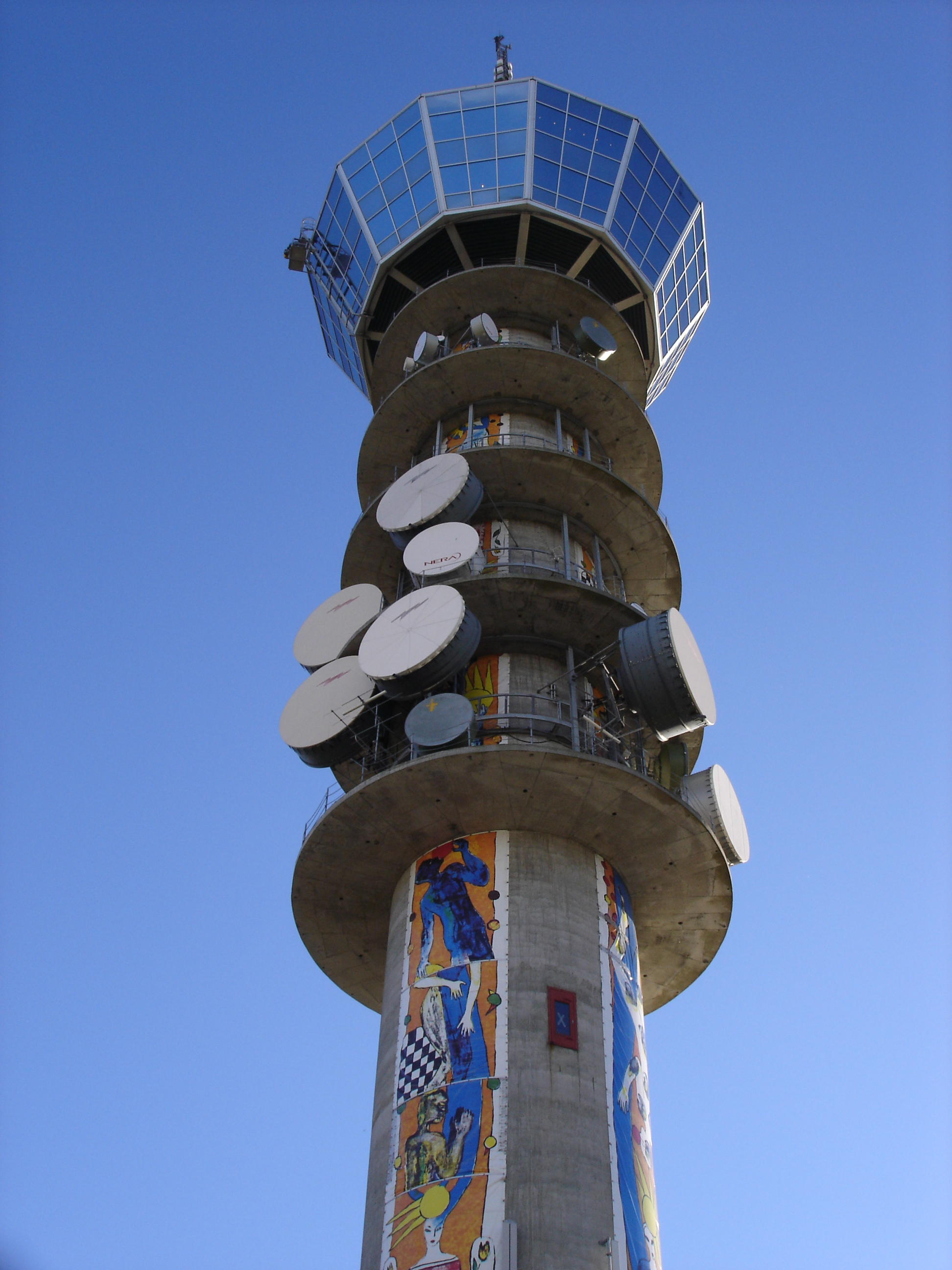
노르웨이 트론헤임의 방송탑

라디오 방송은 송신소에서 중파, 단파, 초단파(FM 방송)등 전파로 송출하는 것을 말한다. 영토가 아주 넓은 나라의 라디오 방송국에서는 장파로도 방송을 송출하고 있다. 그러나 방송국 본사에서 프로그램 제작부터 송출까지 다 담당하지는 않는다. 방송국 본사에서는 주로 방송 프로그램 제작을 맡고, 방송 프로그램 편집은 연주소에서 하고, 마지막으로 방송 송출은 송신소에서 튼다.
라디오 방송은 오디오(소리)를 때로는 관련 메타데이터와 함께 전파를 통해 일반 청중에게 속한 라디오 수신기로 방송하는 것이다. 지상파 라디오 방송에서는 전파가 지상 라디오 방송국에서 방송되는 반면, 위성 라디오에서는 전파가 지구 궤도에 있는 위성에 의해 방송된다. 콘텐츠를 수신하려면 청취자에게 방송 라디오 수신기(라디오)가 있어야 한다. 방송국은 방송 신디케이션이나 동시 방송 또는 둘 다를 통해 일반적인 라디오 형식으로 콘텐츠를 제공하는 라디오 네트워크, 다양한 유형의 변조로 방송되는 라디오 방송국과 제휴하는 경우가 많다. AM 라디오 방송국은 AM(진폭 변조)으로 전송하고, FM 라디오 방송국은 기존 아날로그 오디오 표준인 FM(주파수 변조)으로 전송하며, 최신 디지털 라디오 방송국은 DAB(디지털 오디오 방송), HD 라디오, DRM(Digital Radio Mondiale) 등 여러 디지털 오디오 표준으로 전송한다.

## 방송사 목록
- 대한민국의 라디오 방송사 목록
- 나라별 라디오 방송사 목록

## 같이 보기
- 장파방송
- 중파 방송
- 단파 방송
- FM 방송
- 디지털 라디오
- 인터넷 라디오